# Syndicat Autonome Valdôtain des Travailleurs
Il Syndicat Autonome Valdôtain des Travailleurs (che significa in italiano, Sindacato autonomo valdostano dei lavoratori), abbreviato in SAVT, è un'organizzazione sindacale dell'area autonomista e regionalista, attivo in Valle d'Aosta, costituito ufficialmente il 1º maggio 1952.
Comprende inoltre l'Association valdôtaine des consommateurs et des usagers (AVCU).
Pur non essendo ufficialmente legato ad alcun partito, dalla sua fondazione fino agli anni settanta poteva nominare tre rappresentanti nel Comité Central dell'Union Valdôtaine, influenzandone così direttamente gli equilibri politici.
Il SAVT edita periodicamente la rivista "Le réveil social".

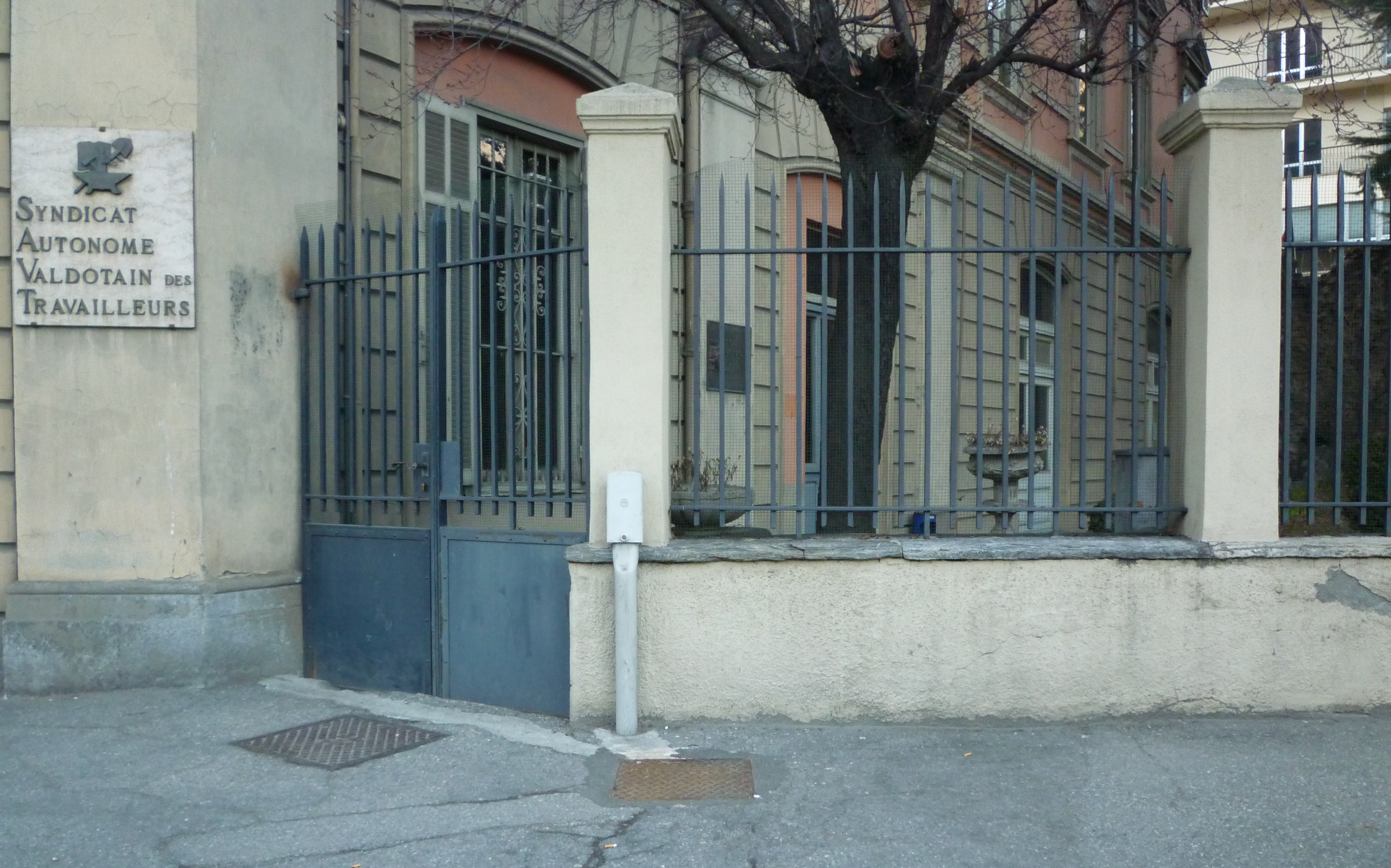
La vecchia sede del SAVT, piazza Manzetti, a Aosta.
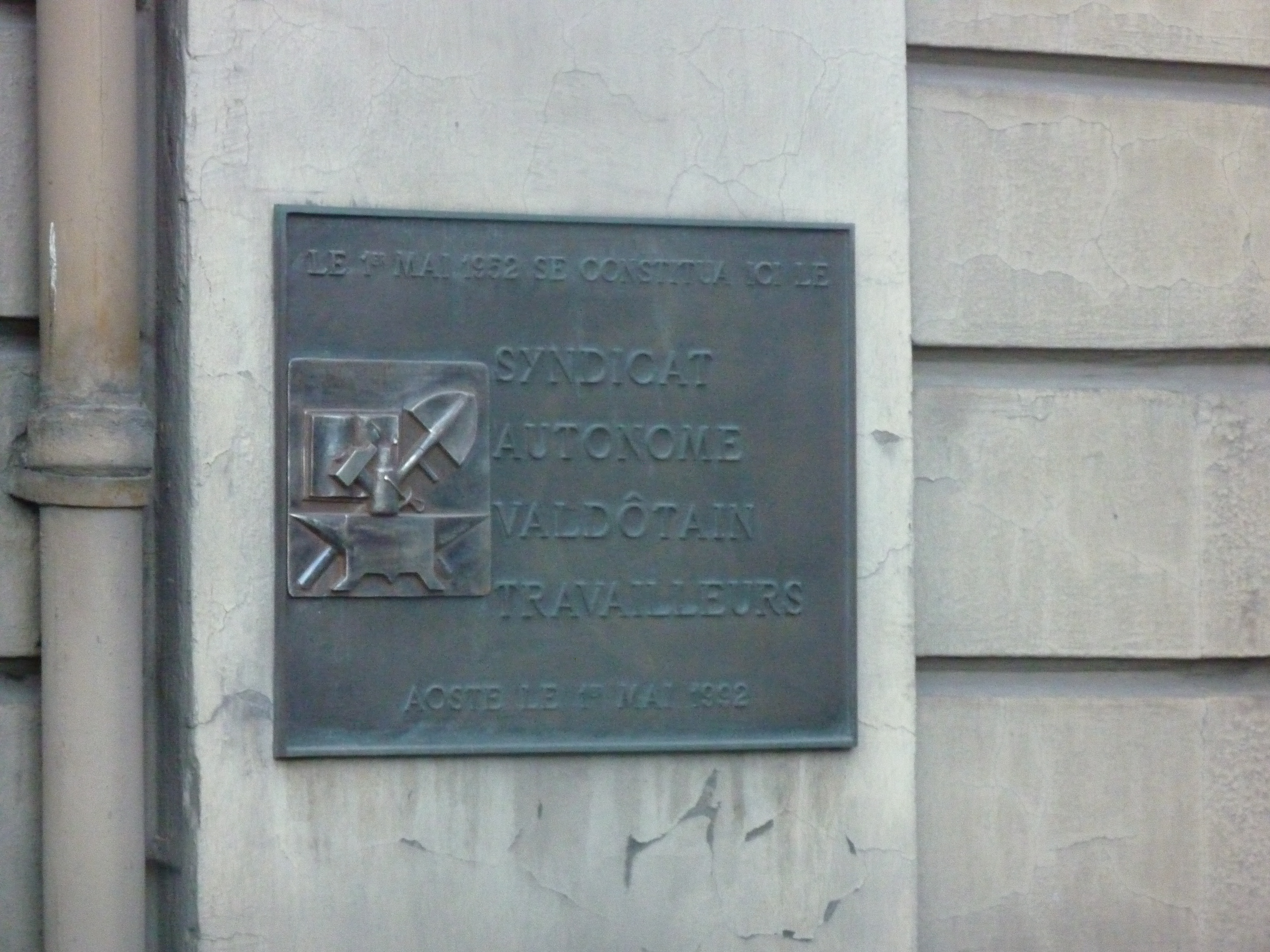
Targa commemorativa della fondazione del SAVT, presso la vecchia sede.

## Segretari nazionali
- 1952-1959 Silvano Bois
- 1959-1968 Giancarlo Ravet
- 1968-1986 Ovando Vallet (segretario organizzativo), Attilio Désandré (segretario tecnico) e Albert Vuillermoz (segretario amministrativo)
- 1968         Mario Andrione (commissario)
- 1968         Pierre Fosson e Albert Vuillermoz (segretario amministrativo)
- 1968-1969 Pierre Fosson, Albert Vuillermoz e François Stévenin
- 1969-1983 François Stévenin
- 1983-1993 Ezio Donzel
- 1993-2000 Firmino Curtaz
- 2000-2019 Guido Corniolo
- 2019-2019 Alessia Démé
- 2019 in carica Claudio Albertinelli